# Shindy
Shindy, pseudonimo di Michael Conrad Schindler (Bietigheim-Bissingen, 7 settembre 1988), è un rapper tedesco di origine greca.

## Biografia
Viene notato inizialmente dai rapper Jaysus e Kay One, che gli permettono di entrare nella loro crew Crime Payz. Grazie al contatto di Kay One, nel 2012 firma con l'etichetta Ersguterjunge del rapper Bushido. Il suo primo album in studio, NWA, viene reso disponibile il 12 luglio 2013, e raggiunge la prima posizione in classifica. Il 10 ottobre 2014 pubblica il secondo album, dal titolo FvckBitchesGetMoney, che vede la partecipazione di Ali Bumaye, Kollegah e Bushido.
Nel 2015 è la volta del joint album con Bushido Classic, che si classifica al primo posto in Germania, Austria e Svizzera. L'11 novembre 2016 pubblica il suo terzo album solista Dreams, che raggiunge ancora una volta la vetta della classifica. Anche il suo album seguente, Drama, pubblicato il 12 luglio 2019, raggiunge la prima posizione in classifica.
Dopo aver firmato con Sony Music, il 16 giugno 2023 pubblica il suo quinto album, dal titolo In meiner Blüte, nel quale figura la partecipazione vocale del defunto rapper statunitense Nate Dogg all'interno della traccia How Come?.

## Discografia

### Album in studio
- 2013 – NWA
- 2014 – FvckBitchesGetMoney
- 2015 – Classic (con Bushido)
- 2016 – Dreams
- 2019 – Drama
- 2023 – In meiner Blüte